# Hemmen Ice Rise
Der Hemmen Ice Rise ist eine 17,5 km lange und zwei bis vier Kilometer breite Eiskuppel nahe dem nördlichen Rand des antarktischen Filchner-Ronne-Schelfeises. Er 17 km von der Nordwestecke der Berkner-Insel entfernt auf.
Erstmals verzeichnet ist das Objekt auf einer Landkarte, die der US-amerikanische Polarforscher Finn Ronne 1957 auf der Ellsworth-Station erstellt hatte. Die Identifizierung erfolgte Anfang der 1970er Jahre mittels Landsat-Aufnahmen. Das UK Antarctic Place-Names Committee benannte ihn 1977 nach George Ethelbert Hemmen (* 1926), Sekretär des Scientific Committee on Antarctic Research im Jahr 1972, der als Meteorologe des Falkland Islands Dependencies Survey von 1953 bis 1954 auf der Station in der Admiralty Bay tätig war und von 1953 bis 1954 die Station auf Deception Island geleitet hatte.